# Dinastía Pandya
La dinastía Pandya o Pandiana fue una de las tres dinastías tamiles, siendo las otras dos la Chola y la Chera. El rey Pandya, junto con el rey Chera y el rey de Chola, fueron llamados los Tres, coronaban a los reyes de Tamilakam.
La dinastía gobernó partes del sur de la India a partir de alrededor del 600 a. C. (Pandya Primero Unido) a la primera mitad del siglo XVII d. C. En un principio gobernaba su país Pandya Nadu de Korkai, un puerto marítimo en el extremo sur de la península de la India, y en tiempos posteriores se trasladaron a Madurai. Siendo su bandera un pez, los Pandyas eran expertos en el manejo del agua, la agricultura (sobre todo cerca de los bancos de los ríos) y la pesca, eran marineros eminentes y así como grandes comerciantes por mar. Pandya era bien conocido desde la antigüedad, sus contactos diplomáticos, incluso alcanzaron el Imperio Romano. bajo la dinastía Pandiana prosperaron templos como el de Meenakshi Amman en Madurai, el de Nellaiappar, construido a la orilla del río Thamirabarani en Tirunelveli.
Los reyes Pandya fueron llamados ya sea Jatavarman o Maravarman Pandyan. De ser jainistas en sus edades tempranas, se convirtieron en Shaivaits después de algunos siglos de dominio. Estrabón dice que un rey indio llamado Pandyan envió "presentes y los regalos del honor" Augusto César. El país de los Pandyas, Pandi Mandala, fue descrito como Pandyan Mediterránea en el Periplo y Modura Regia Pandyan por Ptolomeo.